# Sankt Gallen (Ausztria)
Sankt Gallen osztrák mezőváros Stájerország Liezeni járásában. 2017 januárjában 1846 lakosa volt.

## Elhelyezkedése

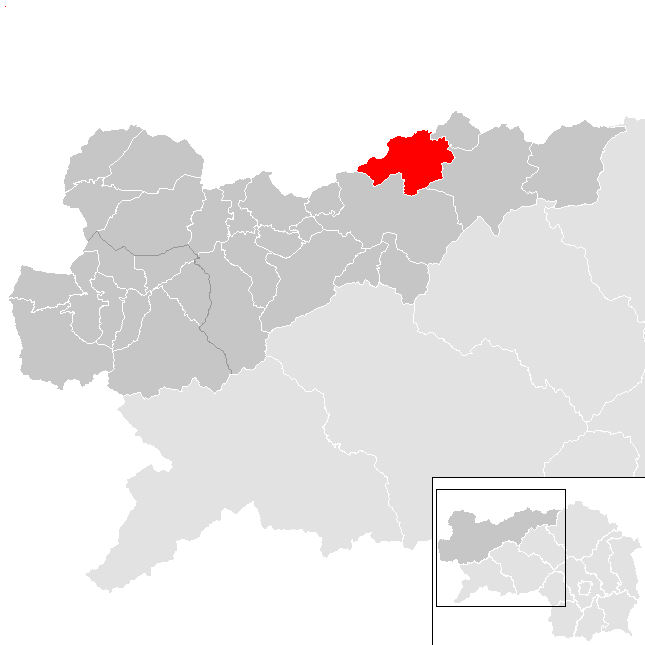
Sankt Gallen a Liezeni járásban

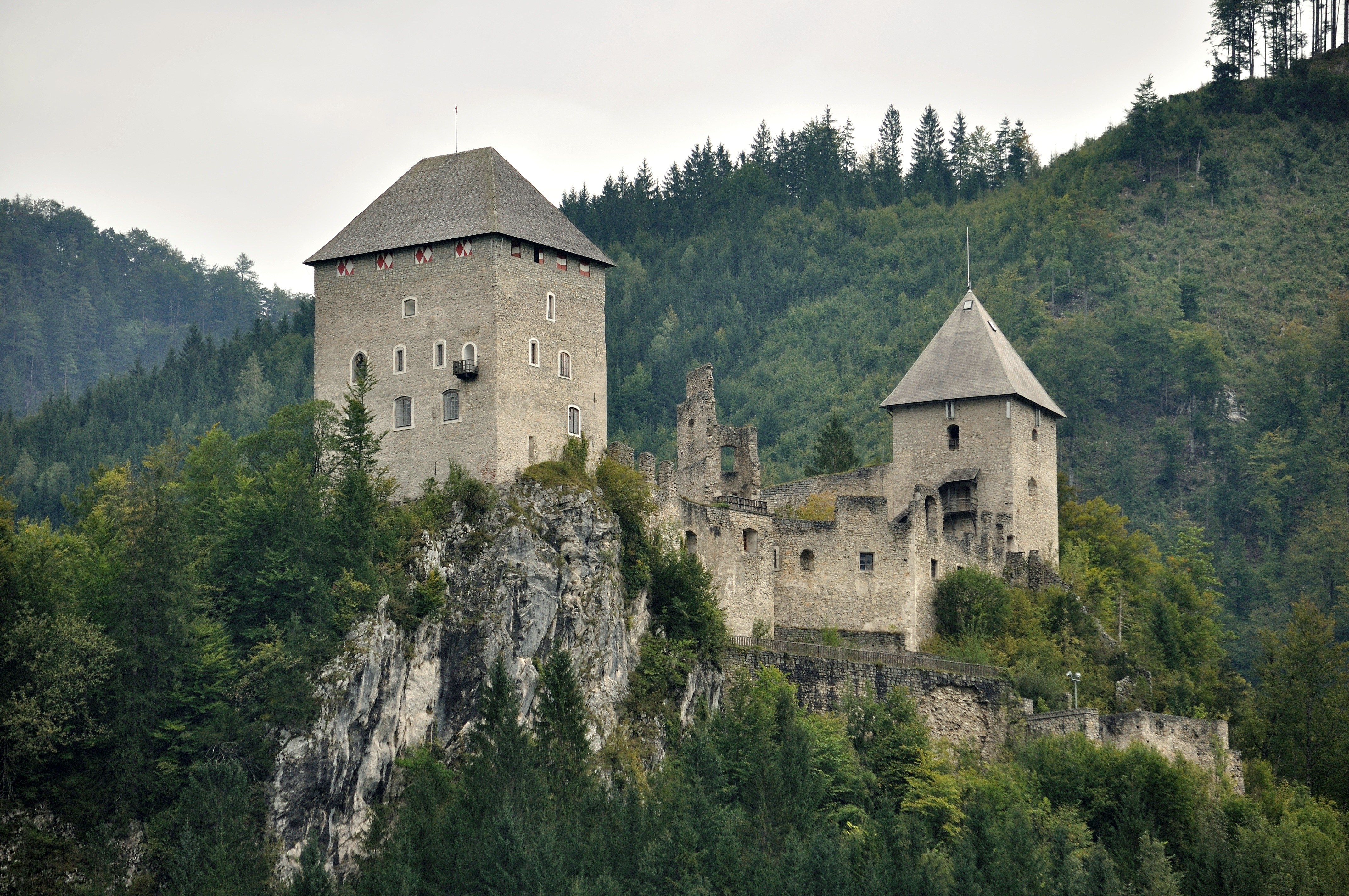
Gallenstein vára

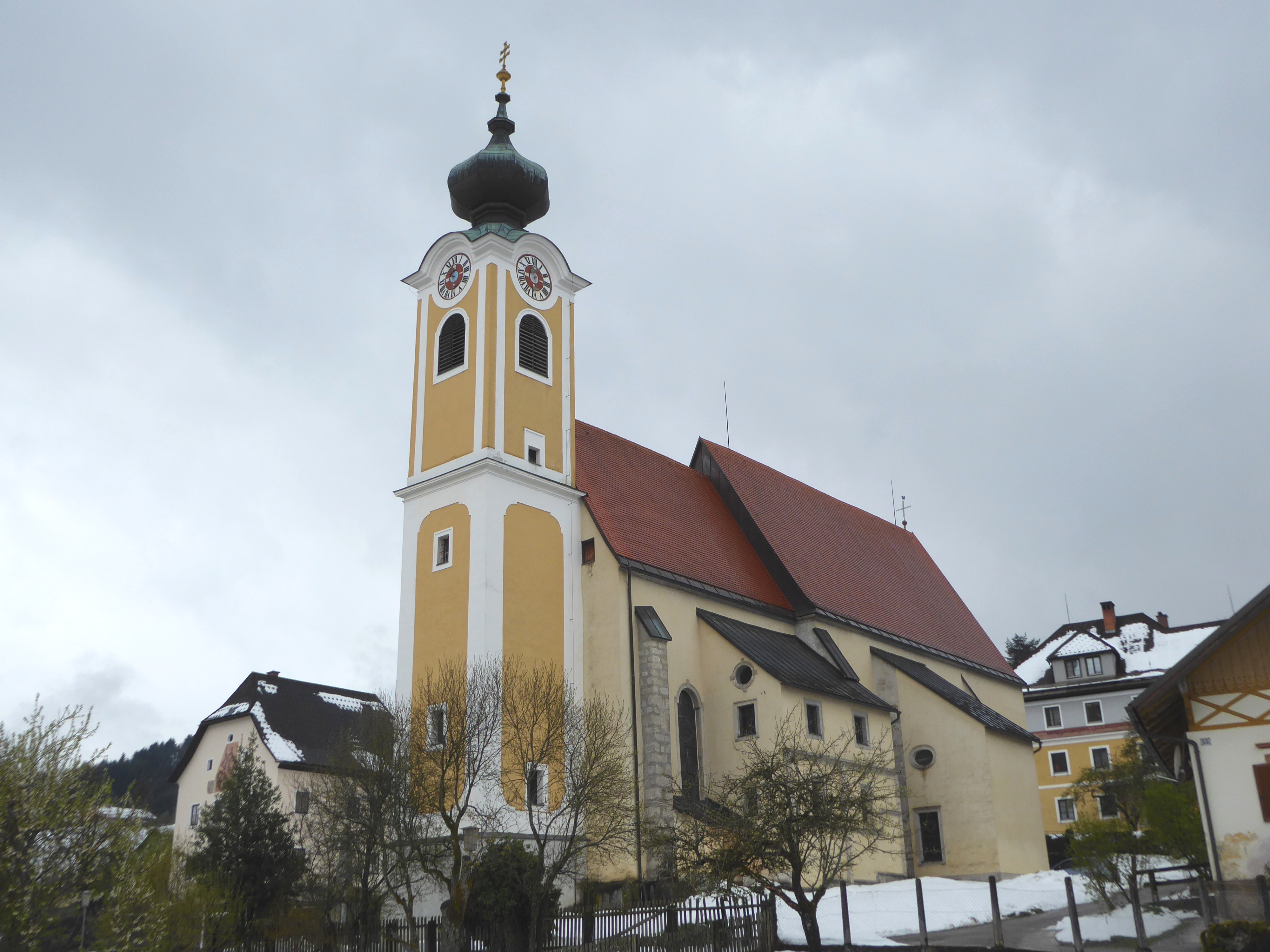
A Szent Gál-plébániatemplom

Sankt Gallen Felső-Stájerország északi részén fekszik, az Eisenwurzen tájegység délnyugati peremén. Területének egy kisebb, déli része a Gesäuse Nemzeti Parkhoz tartozik. Az önkormányzat 10 települést egyesít: Bergerviertel (122 lakos), Bichl (54), Breitau (29), Oberlaussa (9), Oberreith (392), Reiflingviertel (120), Sankt Gallen (750), Unterlaussa (42), Weißenbach an der Enns (311), Wolfsbachau (22).
A környező önkormányzatok: északkeletre Altenmarkt bei Sankt Gallen, keletre Landl, délnyugatra Admont, északra Rosenau am Hengstpaß és Weyer (utóbbi kettő Felső-Ausztriában).

## Története
Sankt Gallen területe az admonti kolostor 1074-es alapításáig lakatlan erdőség volt, majd ezután erre áthaladva új útvonalat építettek ki a Pyhrn-hágó és az Enns-völgy között. Ekkor a térséget Silva Nova (Újerdő) néven említik. 1152-ben Gottfried Edler von Wetternfeld templomot építtetett Szent Gál tiszteletére, melyet 1160-ban plébániatemplomi rangra emeltek. Az új útvonal mentén fogadó is nyílt St. Gallenben, amely a gyors fejlődésnek indult. A 13. század végén már megemlítenek egy bizonyos Ulrich mester nevű helyi orvost, vagyis a lakosság ekkor már meglehetősen nagyszámú lehetett. Az apátság 1278-ban birtoka védelmére felépíttette Gallenstein várát.
A 16. században a vasércfeldolgozás vált a vezető gazdasági ággá. Az ércet Eisenerzből hozatták, a vasat pedig az Ennsen szállították északra, a Duna irányába. A vasipar a 19. század közepére versenyképtelenné vált, ezután a turizmus vált a húzóágazattá. Az első Sankt Gallen-i útikönyvet Josef Rabl írta 1879-ben.
A 2015-ös stájerországi közigazgatási reform során az addig önálló Weißenbach an der Enns községet Sankt Gallenhez kapcsolták.

## Lakosság
A Sankt Gallen-i önkormányzat területén 2017 januárjában 1846 fő élt. A lakosság szám 1961-ben érte el csúcspontját 2782 fővel, azóta csökkenő tendenciát mutat. 2015-ben a helybeliek 96,5%-a volt osztrák állampolgár; a külföldiek közül 1,6% a régi (2004 előtti), 1,5% az új EU-tagállamokból érkezett. 2001-ben a lakosok 93,7%-a római katolikusnak, 1,4% evangélikusnak, 4% pedig felekezet nélkülinek vallotta magát. Ugyanekkor egy magyar élt a mezővárosban.

## Látnivalók
- a Szt. Gál-plébániatemplom mai késő gótikus formáját 1523-ban nyerte el. Főoltára késő barokk, a Mária mennybemenetelét ábrázoló oltárképet 1782-ben festette Martin Johann Schmidt. A mellékoltárok a 18. század közepéről valók, festményeiket Bartolomeo Altomontének tulajdonítják.
- Gallenstein várának romjai
- a városban számos, műemléknek minősülő régi polgárház és iparosház található

## Híres Sankt Gallen-iek
- Karin Buder (1964-) világbajnok alpesi síző

## Fordítás
- Ez a szócikk részben vagy egészben  a   Sankt Gallen (Steiermark) című német Wikipédia-szócikk ezen változatának fordításán alapul.  Az eredeti cikk szerkesztőit annak laptörténete sorolja fel. Ez a jelzés csupán a megfogalmazás eredetét és a szerzői jogokat jelzi, nem szolgál a cikkben szereplő információk forrásmegjelöléseként.